# 亚妮察·科斯泰利奇
亚妮察·科斯泰利奇（英語：Janica Kostelić，1982年1月5日—），克罗地亚女子高山滑雪运动员。她曾代表克罗地亚参加1998年、2002年和2006年冬季奥林匹克运动会高山滑雪比赛，获得四枚金牌和二枚银牌。